# Newhaven
Newhaven é uma cidade portuária em East Sussex, na Inglaterra, situada na foz do rio Ouse.

## Origens
Newhaven fica na foz do rio Ouse, no vale que o rio corta South Downs. Ao longo dos séculos, o rio migrou entre Newhaven e Seaford em resposta ao crescimento e deterioração de um espeto de cascalho (baixio) em sua foz.
Havia um forte da Idade do Bronze no que hoje é Castle Hill.
Em cerca de 480 AD, o povo saxão estabeleceu uma vila perto de onde Newhaven agora fica, que eles chamaram de “Meeching” (também conhecido como “Myching” ou “Mitching”).
Durante a Idade Média, a principal saída e porto de Ouse ficava em Seaford (um dos Cinque Ports).
O crescimento da restinga impediu o escoamento da ribeira, que consequentemente inundou as Cotas a montante e dificultou o acesso ao porto. Portanto, um canal através do espeto de cascalho foi aberto em meados do século XVI abaixo de Castle Hill, criando acesso a um porto protegido, melhor do que o de Seaford. Esta foi a origem da moderna Newhaven.
Durante a Segunda Guerra Mundial, inúmeras tropas canadenses estava estacionado em Newhaven, e o malfadado Dieppe Raid em 1942 foi lançado na maioria do porto.
Quando o jogador de alto nível e suspeito de assassinato, Lord Lucan, desapareceu em 1974, seu carro foi encontrado abandonado em Norman Road, Newhaven, com vestígios de sangue correspondentes aos grupos sanguíneos da babá de seus filhos.
Sandra Rivett, a quem ele acredita ter assassinado, a sua esposa, a quem ele tentou assassinar, segundo o depoimento dela. A localização de Newhaven sugeria que ele havia pegado a balsa que cruzava o canal, mas nenhum avistamento confirmado dele foi feito.

## Bote salva-vidas
O Newhaven Lifeboat, o primeiro dos quais foi comissionado em 1803, está entre os mais antigos da Grã-Bretanha e foi estabelecido cerca de 20 anos antes da Royal National Lifeboat Institution. A cidade estabeleceu o bote salva-vidas de resgate em resposta ao naufrágio do HMS Brazen em janeiro de 1800, quando apenas um homem de sua tripulação de cerca de 105 homens pôde ser salvo. A cidade usou uma combinação de fundos arrecadados localmente e contribuídos pelo Lloyd's de Londres para comprar um barco salva-vidas construído com o projeto “Original” de Henry Greathead. Newhaven também tem uma das estações de observação da National Coastwatch Institution.

## História
A vila tinha pouca importância marítima até a abertura da linha férrea para Lewes em 1847. Em 1848, o exilado rei francês Louis Philippe I desembarcou aqui disfarçado após abdicar de seu trono. A London, Brighton & South Coast Railway (LB&SCR) construiu seu próprio cais e instalações no lado leste do rio e abriu a estação ferroviária do porto de Newhaven. A ferrovia também financiou a dragagem do canal e outras melhorias no porto entre 1850 e 1878, para permitir que fosse usado por balsas de canal cruzado, e em 1863 o LB&SCR e o Chemin de Fer de l'Ouest introduziram o Serviço de passageiros Newhaven-Dieppe. O porto foi oficialmente reconhecido como 'O Porto de Newhaven' em 1882. As importações incluíam produtos e manufaturas agrícolas francesas, madeira, granito e ardósia.
O porto de Newhaven foi designado como o principal porto para o movimento de homens e material para o continente europeu durante a Primeira Guerra Mundial sendo tomado pelas autoridades militares e as balsas requisitadas durante a guerra. Entre 22 de setembro de 1916 e 2 de dezembro de 1918, o porto e a cidade de Newhaven foram designados como 'Área Militar Especial' sob os 'Regulamentos de Defesa do Reino', e a estação do porto foi fechada ao público. As instalações portuárias, desvios ferroviários e armazéns foram bastante ampliados nessa época e a iluminação elétrica instalada para permitir a operação 24 horas por dia.

## Marcos
A paróquia inclui parte do Site de Interesse Científico Especial de Brighton a Newhaven Cliffs. As falésias são principalmente de interesse geológico, contendo muitos fósseis do Santoniano e Campaniano. A listagem SSSI também inclui flora e fauna de interesse biológico.

## Transporte
Newhaven fica no extremo sul da estrada nacional A26 de cross-country com origem em Maidstone ; e sua junção com a estrada costeira A259 entre Brighton e Eastbourne. Ele também está localizado na Seaford Branch Line de Lewes ; há duas estações operacionais: Newhaven Town e Newhaven Harbor. Uma terceira, para todos os efeitos não utilizada desde que seus serviços de balsa deixaram de usá-la, era a estação ferroviária de Newhaven Marine.

## Educação, cultura e religião
Há uma escola secundária na cidade: Seahaven Academy (anteriormente conhecida como Tideway Comprehensive), Existem quatro escolas primárias: Denton Community Primary, Breakwater academy, Harbor Primary School e High cliff Academy, inauguradas em setembro de 2015 em um prédio novinho em folha em Southdown Road, no que fazia parte do terreno da Tideway Comprehensive School.

## Geminação
- La Chapelle-Saint-Mesmin, France[22]

## Esporte
Newhaven é o lar de uma marina: o Newhaven and Seaford Sailing Club está baseado lá; mergulho, esqui aquático e surfe também são praticados. O Newhaven Football Club joga na Sussex County League; há um próspero clube de tiro com arco. A cidade também possui um grande e moderno centro de boliche coberto, e há um gramado de boliche ao ar livre localizado perto da marina. O Newhaven Bowling club foi formado em 1902 e é membro fundador da English Bowls Association e do Sussex County Bowls.